# Canopus (ster)
Canopus (alpha Carinae) is de helderste ster in het sterrenbeeld Carina en de op een na helderste ster in de nachtelijke hemel. Canopus is een type F heldere reus. De naam is afgeleid van het griekse Κάνωβος (Kanôbos), ook bekend als Canopus, de stuurman van Menelaos.
De ster staat ook bekend als Suhel en Suhail, ontleend uit het Arabisch. De ster is wit-geel van kleur.
Canopus is na Sirius de helderste ster aan de nachthemel en was een paar honderdduizend jaar geleden zelfs de helderste ster aan de hemel. Ten noorden van de 38ste breedtegraad is deze ster niet zichtbaar. 
Ruimtevaartuigen gebruiken deze ster geregeld als volgster voor hun oriëntatiesysteem.

## Naam
Over het algemeen wordt aangenomen dat de naam Canopus verwijst naar de mythologische Canopus, de stuurman van Menelaos, koning van Sparta. 